# J. Lincoln Newhall
Judson Lincoln Newhall (* 26. März 1870 in Québec, Kanada; † 23. Juli 1952 in Covington, Kentucky) war ein US-amerikanischer Politiker. Zwischen 1929 und 1931 vertrat er den Bundesstaat Kentucky im US-Repräsentantenhaus.

## Leben
Lincoln Newhall kam im Jahr 1874 mit seinen Eltern nach Covington in Kentucky. Dort besuchte er die öffentlichen Schulen sowie die Martin’s Academy. Zwischen 1896 und 1898 studierte er an der Indiana University in Bloomington Jura. Zwischen 1924 und 1926 belegte Newhall Fortbildungslehrgänge an der University of Cincinnati in Ohio. Zwischen 1899 und 1905 war er Verwaltungsangestellter bei der Bundesfinanzbehörde. Von 1913 bis 1917 fungierte er als der für Musik zuständige Direktor der Schulen in Covington. Während des Ersten Weltkrieges arbeitete Newhall für die Y.M.C.A. Nach dem Krieg setzte er seine Arbeit an den Schulen in Covington fort.
Newhall war Mitglied der Republikanischen Partei. Bei den Kongresswahlen des Jahres 1928 wurde er im sechsten Wahlbezirk von Kentucky in das US-Repräsentantenhaus in Washington, D.C. gewählt, wo er am 4. März 1929 die Nachfolge von Orie Solomon Ware antrat. Newhall war der erste Republikaner, der diesen von den Demokraten dominierten Distrikt im Kongress vertrat. Da er bei den Wahlen des Jahres 1930 Brent Spence unterlag, konnte er bis zum 3. März 1931 nur eine Legislaturperiode absolvieren.
1934 bewarb sich Newhall erfolglos um seine Rückkehr in den Kongress. In den folgenden Jahren wurde er im Öl- und Benzingeschäft tätig. Er starb am 23. Juli 1952 in Covington.